# Le vent se lève (Un vent favorable)
Pour les articles homonymes, voir Le vent se lève.
Le vent se lève (Un vent favorable) (en anglais Breezing Up (A Fair Wind)) est une peinture à l'huile sur toile datée de 1873-1876 réalisée par l'artiste peintre américain Winslow Homer. Il représente le Gloucester, un catboat sillonnant le port de cette ville du Massachusetts sous « un vent favorable » (titre original d'Homer). À l'intérieur du bateau se trouvent un homme, trois garçons et leur prise. La peinture est conservée à la National Gallery of Art, à Washington DC.

## Contexte
Winslow Homer commence la toile à New York en 1873, après avoir visité Gloucester, dans le Massachusetts, où il a travaillé pour la première fois à l'aquarelle. Il utilise les croquis réalisés là-bas, dont le plus proche est Sailing the Catboat (1873). Il travaille pendant trois ans sur cette œuvre. La réflectographie infrarouge révèle les nombreuses modifications qu'il a apportées à la composition au cours de cette période, notamment la suppression d'un quatrième garçon près du mât et d'une deuxième goélette au loin. À un moment donné, l'adulte tenait à la fois l'écoute et la barre, une position initialement adaptée d'une étude à l'huile de 1874 intitulée Le Flirt.

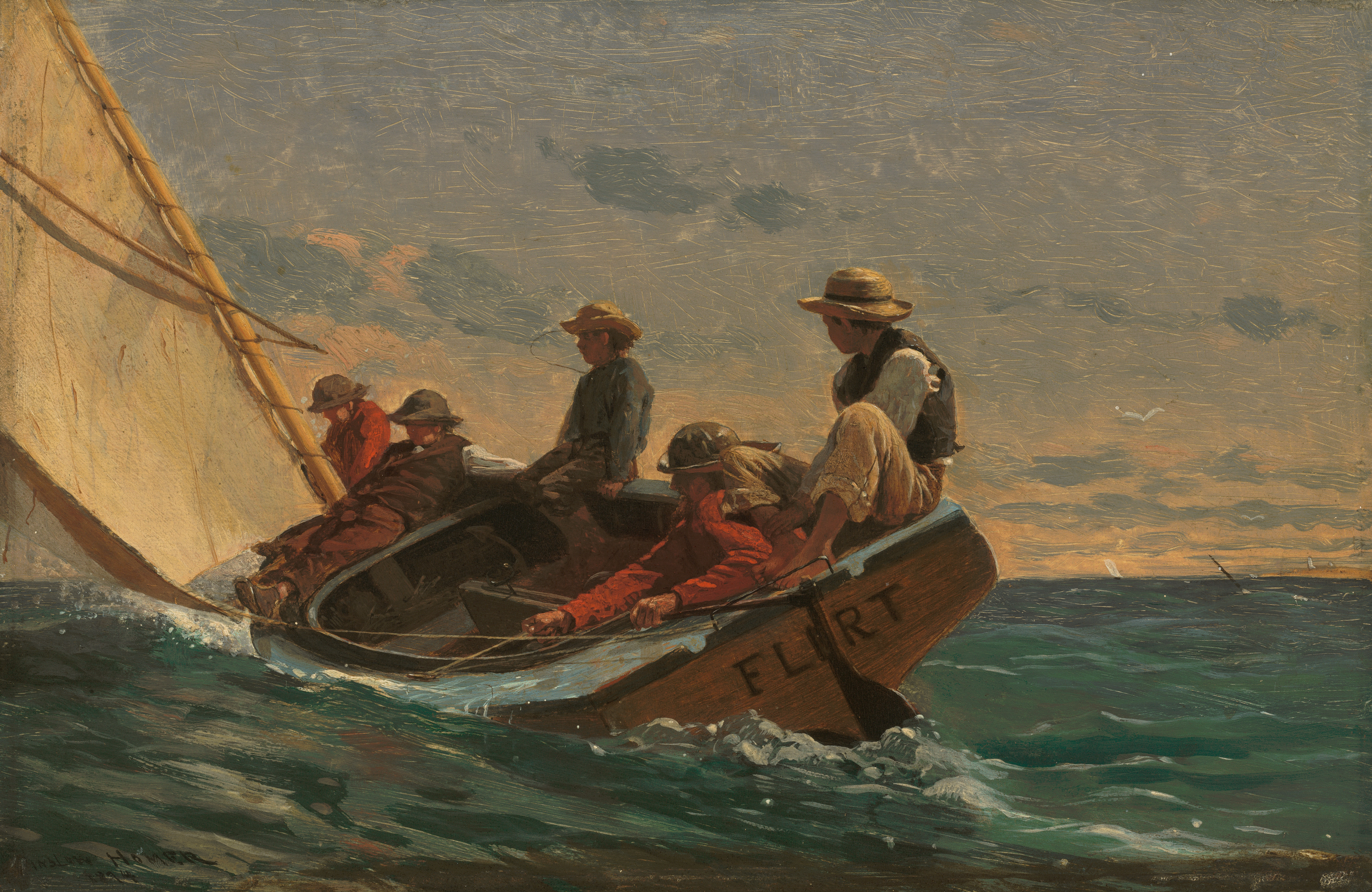
Le Flirt, étude de 1874, huile sur panneau de bois, National Gallery of Art.
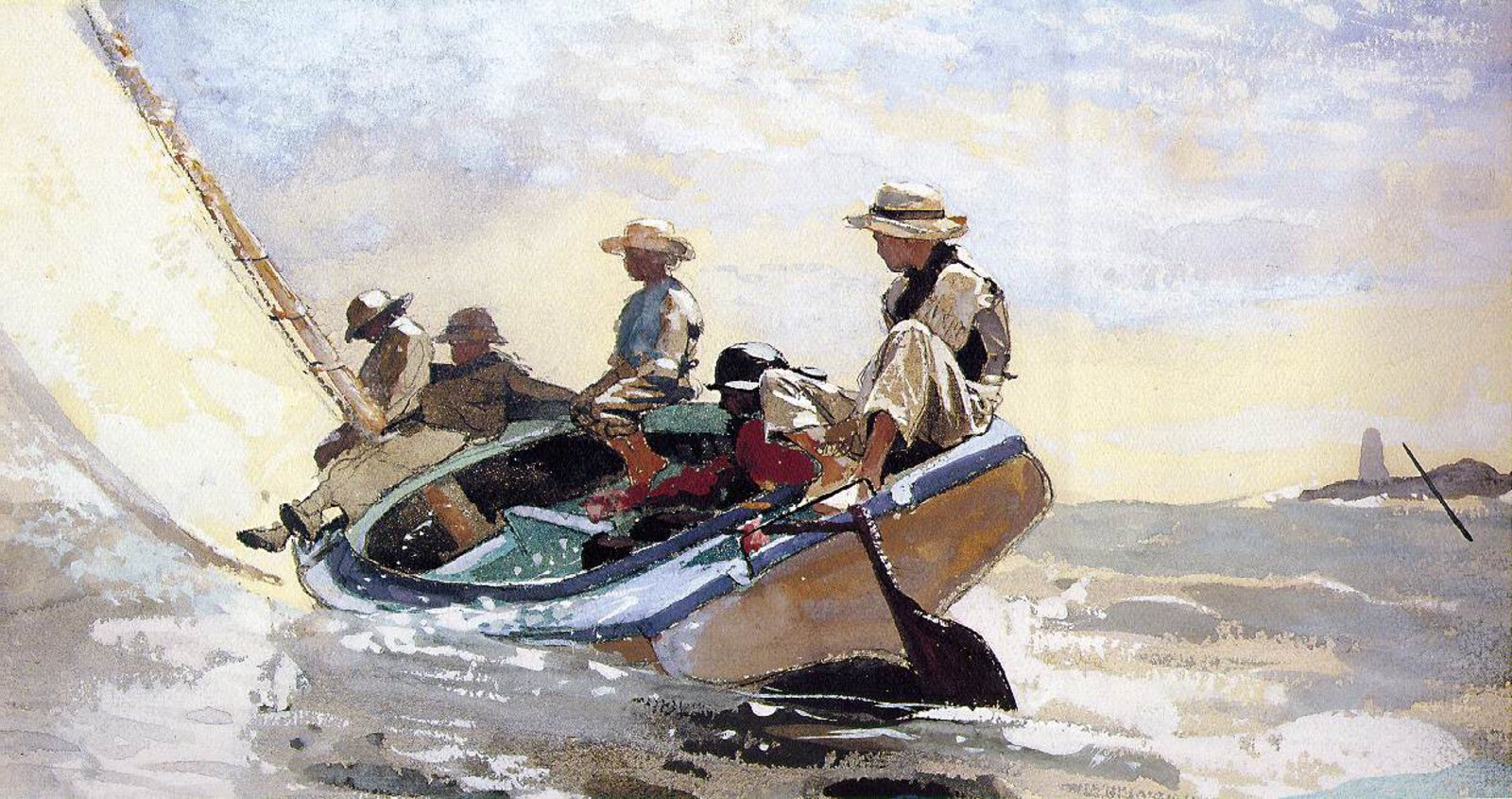
Sailing the catboat, vers 1873-1875, aquarelle et gouache sur graphite sur papier, Collection particulière.

## Analyse

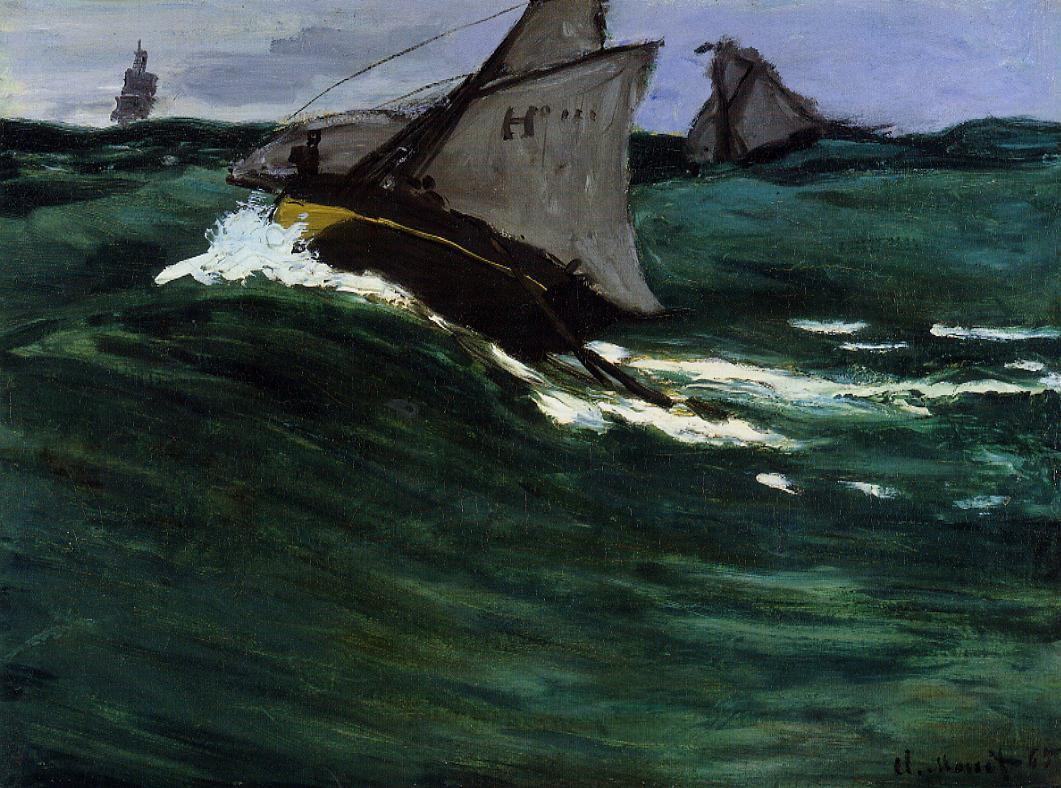
Claude Monet, La vague verte, après 1865, Metropolitan Museum of Art.

Le message du tableau est positif : malgré les vagues agitées, les plaisanciers semblent détendus. L'ancre qui remplace le garçon à la proue est censée symboliser l'espoir. Le garçon qui tient la barre regarde vers l’horizon, une déclaration d’optimisme quant à son avenir et à celui des jeunes États-Unis.
L'œuvre montre que l'influence significative de l'art japonais sur les peintres occidentaux au XIXe siècle a également touché Homer, en particulier dans l'équilibre compositionnel entre les moitiés gauche (active) et droite (clairsemée). Homer a visité la France en 1866 et 1867 ; l'influence des scènes marines des peintres français Gustave Courbet et Claude Monet est également apparente. Les tableaux marins d'Homer ne sont pas tous aussi bienveillants que Le Vent se lève : il a représenté des vagues s'écrasant sur le rivage comme le faisait Courbet (par exemple La Vague, vers 1869). Les peintures relativement anciennes de Monet, Paysage marin : Tempête (1867) et La Vague verte (1866), montrent des bateaux sur une mer quelque peu agitée.

## Réception

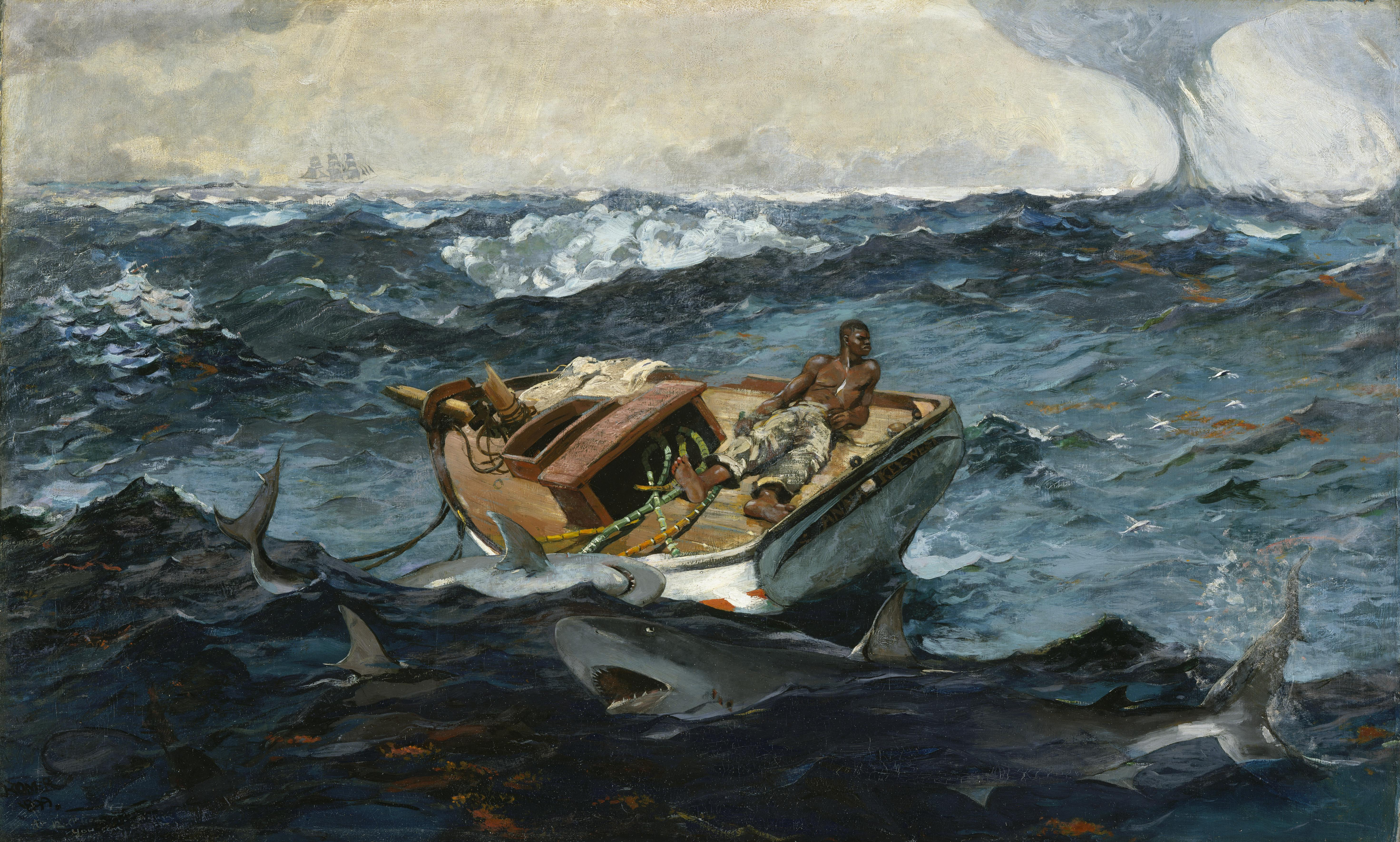
Le Gulf Stream, 1899. Le vent se lève a été désigné comme « le seul tableau parmi toutes les premières œuvres d'Homer qui se situe le plus directement dans la lignée de The Gulf Stream » ; le sentiment d'espoir du vent se lève est remplacé par un pessimisme apparent dans l'œuvre ultérieure.

Achevé en 1876, année du centenaire, le tableau est d'abord exposé à la académie américaine des beaux-arts cette année-là, puis à l'exposition universelle de 1876 de Philadelphie. En 1879, l'œuvre est connue sous le nom de Le vent se lève, un titre qui n'est pas celui de l'artiste mais auquel il ne semble pas s'opposer. Un critique d'art contemporain décrit le tableau ainsi : « Il est peint dans le style grossier et négligé habituel [d'Homer], mais suggère avec une force indubitable la vie et le mouvement d'une journée d'été venteuse au large de la côte. Le navire de pêche, courbé par le vent, semble réellement fendre les vagues. Il n'y a pas d'œuvre plus vraie ou plus chaleureuse dans l'exposition. ». Un autre écrit : « On a déjà beaucoup loué le mouvement facile et élastique des personnages du groupe dans le voilier, qui file à toute allure dans l'eau bleue sous un « vent favorable ». Ils se balancent avec le bateau qui roule et se détendent ou se raidissent lorsque la quille légère monte ou s'enfonce sur les vagues. Toute personne qui s'est trouvée dans une situation similaire peut se rappeler comment, involontairement, son dos s'est raidi ou ses genoux se sont pliés lorsqu'il a senti le roulement des vagues sous lui. »
Aujourd'hui, Le vent se lève est considéré comme une peinture américaine emblématique et parmi les plus belles d'Homer. La National Gallery of Art a acheté l'œuvre en 1943, décrite par le site web de l'institution comme « l'une des images artistiques les plus connues et les plus appréciées de la vie dans l'Amérique du XIXe siècle ».